# 다이달로스

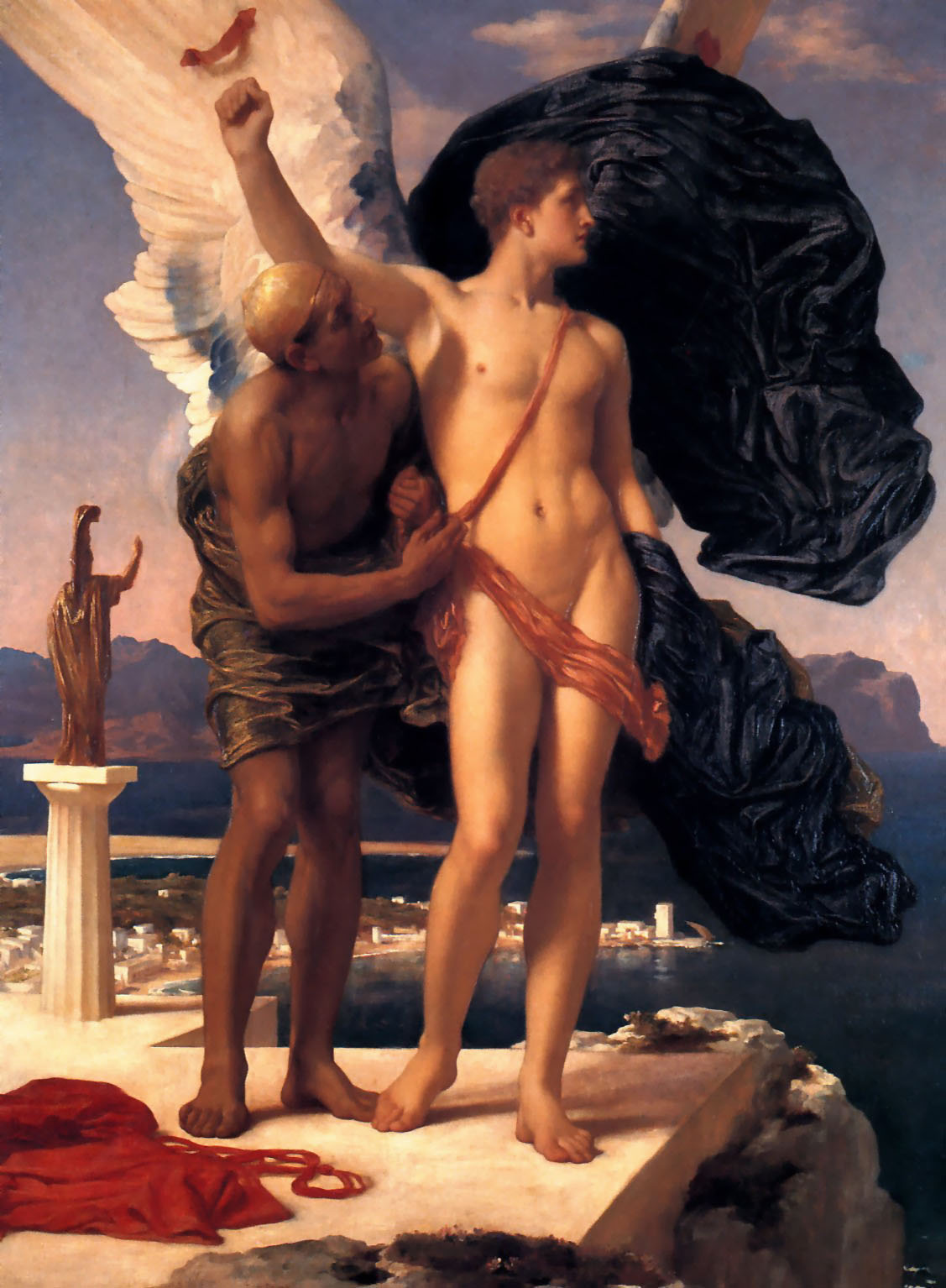
데이달로스와 이카루스, 프레드릭 레이튼,1869

데이달로스(그리스어: Δαίδαλος)는 그리스 신화에 등장하는 건축가이다. 그는 크레타섬의 미노타우로스가 들어가 있는 미로를 만들었다.

## 신화
그는 집 뿐만 아니라 다른 신기한 물건들도 잘 만들어서 사람들로부터 존경을 받았다. 그러나 자기보다 훌륭한 사람이 있으면 질투심으로 잠을 자지 못하는 마음이 좁은 사람이었다. 그래서 아테나는 다이달로스에게 벌을 내렸다. 바로 여러 나라를 고생하며 헤매고 다니는 벌이었다.

### 크레타섬 신화
한번은 데이달로스 누이가 자신의 열두살 난 아들 페르딕스를 데이달로스 맡겼다. 페르딕스는 영리하여 물고기의 등뼈를 보고 톱을 발명하기도 하고 컴파스를 발명하기도 했다. 데이달로스는 이 어린 조카의 천재성을 시기하여 높은 성채에서 밀어 떨어뜨려 죽여버렸다. 그로 인해 데이달로스 크레타섬으로 쫓겨나 미노스 대왕의 심부름꾼이 되었다. 그곳에서 다이달로스는 미노스의 왕비 파시파에를 위해 나무로 만든 암소를 만들어 포세이돈의 황소와 사랑을 나눌 수 있도록 하기도하고 대리석으로 만든 무용실을 짓고, 괴물을 가두는 미궁도 만들었다.
그러나 이 괴물을 없애려고 아테네의 왕자, 테세우스가 왔을 때 그를 도와주려고 한 아리아드네가 미궁을 탈출하는 방법을 알려달라고 해서 실뭉치를 주며 탈출하는 방법을 알려 주는 바람에 데이달로스는 미노스의 미움을 받았다. 결국 대왕은 데이달로스와 그의 외아들 이카로스를 높은 탑 안에 가두어 버렸다.
하루는 창가에서 밖을 보고 있던 이카로스는 날아가는 새를 보고 아버지 데이달로스에게 알렸다. 그리고 데이달로스는 그때부터 탑 밖으로 날아가서 탈출하기 위해 하늘을 나는 법을 연구했다. 그리고 이카로스에게는 새가 지나가면 즉시 알려 달라고 했다.
얼마 뒤, 좋은 생각이 떠오른 데이달로스는 그들을 감시하는 파수꾼에게 나무와 아주 큰 새의 날개, 초와 실을 가져다 달라고 했다. 파수꾼은 두말 않고 가져다 주었는데, 미노스 대왕이 파수꾼에게 다음과 같이 말했기 때문이었다.
| “ | 만약 데이달로스가 물건을 달라고 하면 주어라. 그는 발명가니까 신기한 것을 만들지도 모른다. 그러면 그걸 우리가 사용하는 거야! | ” |

며칠 뒤, 데이달로스는 튼튼한 날개 두 개를 만들었다. 그리고 자신과 이카로스의 팔에 날개를 끼우고 밖으로 탈출했다. 이카로스는 해를 보고 호기심이 생겨서 점점 가까이 날다가 촛농이 다 녹아 그만 떨어져서 사망하고 말았다. 다이달로스는 죽은 이카로스가 남긴 바다 위의 깃털을 보고 슬퍼했다고 한다.

## 같이 보기
- 이카로스
- 테세우스

## 갤러리

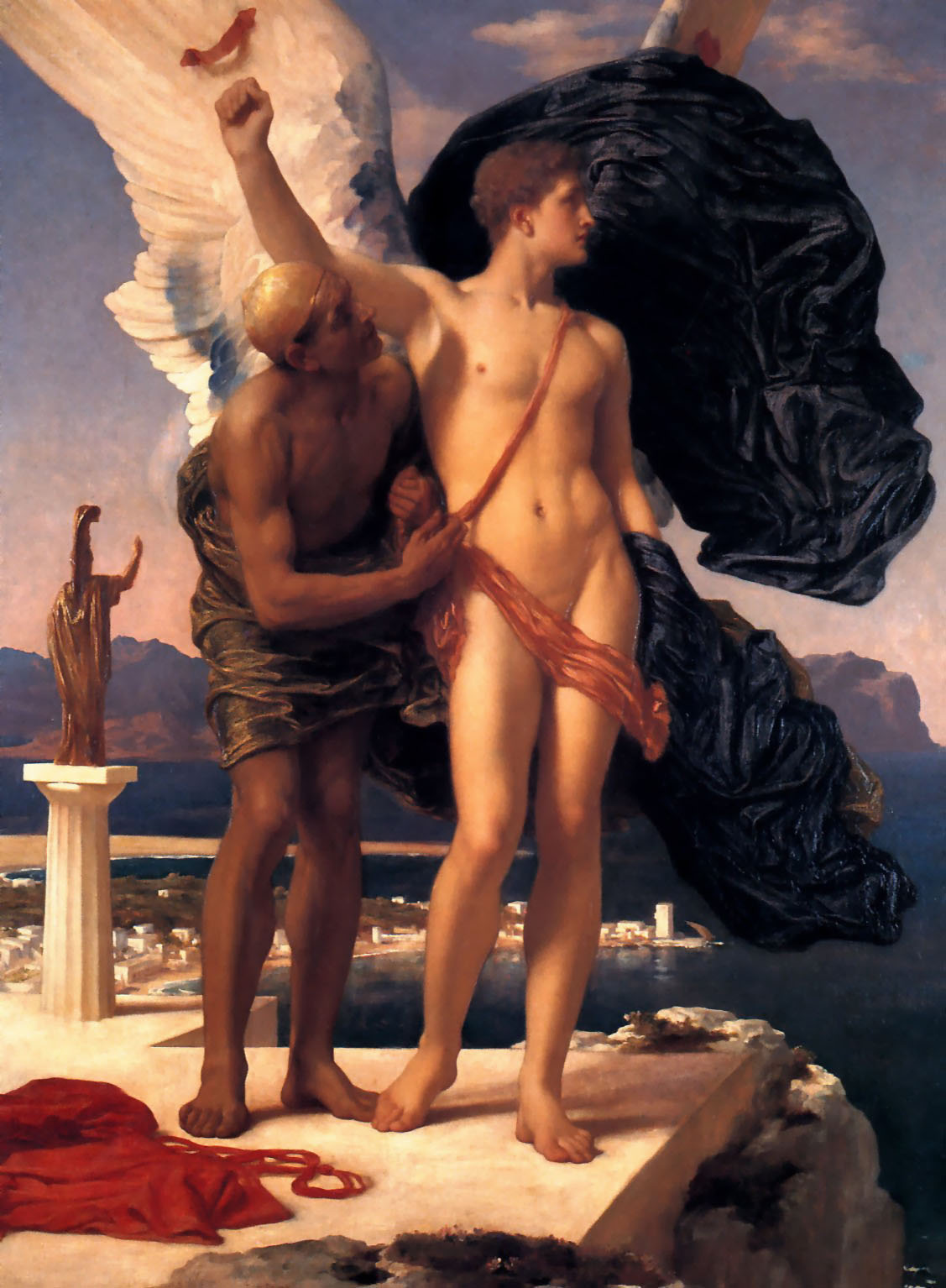
다이달로스와 이카루스, by Frederick Leighton, ca 1869.
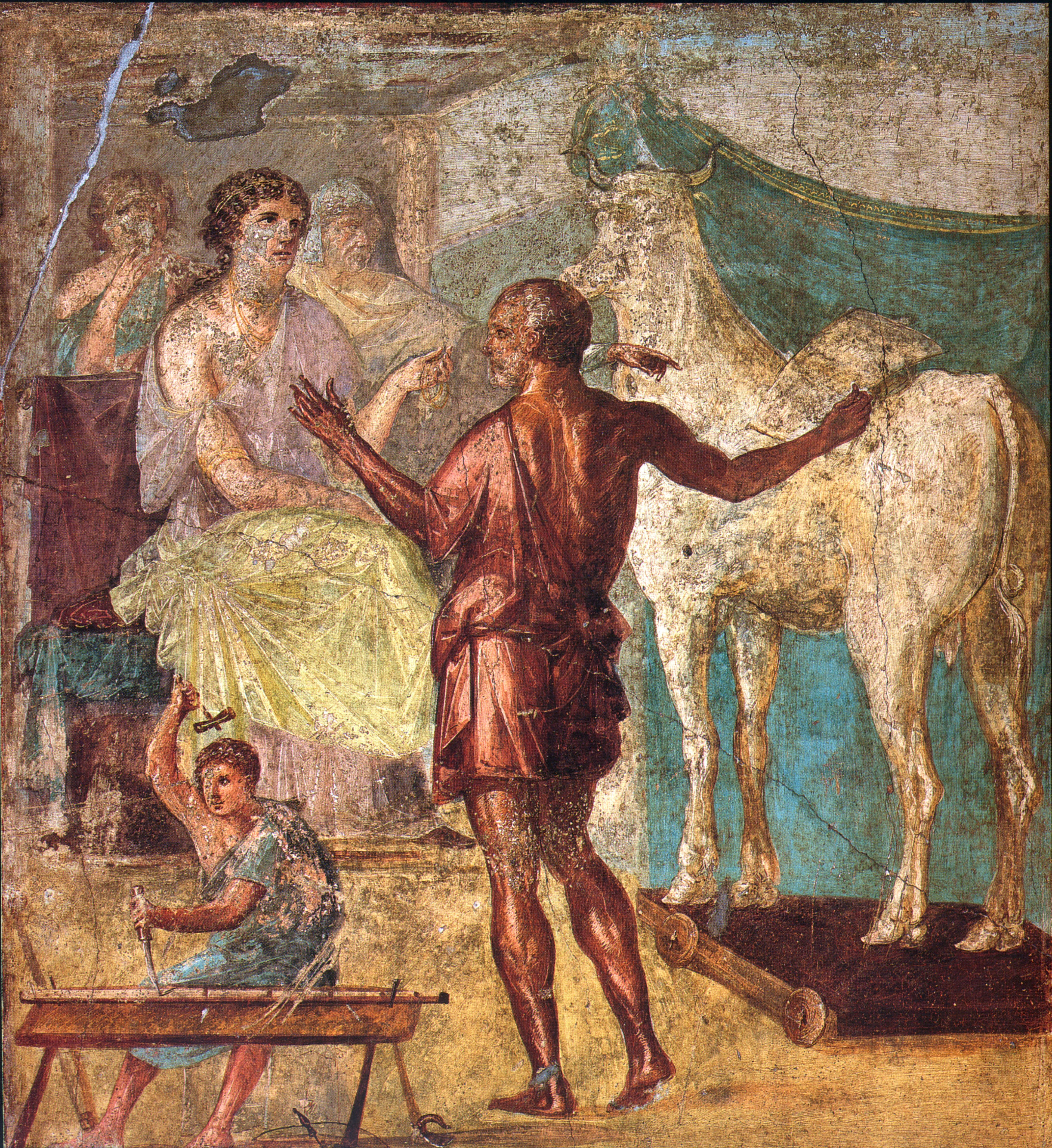
다이달로스의 작은 청동조각상, 기원전 3세기; found on Plaoshnik, 마케도니아 공화국.
- 다이달로스와 파시파에. Roman fresco in the House of the Vettii, Pompeii, first century AD.